# Интроекция
Интроекцията е психологически процес, където субектът имитира в себе си поведения, атрибути или други фрагменти от обкръжаващия свят, особено на други субекти. Близки концепции са идентификация, инкорпорация и интернализация.
Според психоаналитика Фройд Аз-ът и Свръхаз-ът са конструирани от интроектиране на външните поведенчески модели в собствената личност на субекта.
Интроекцията е също и името на защитен механизъм, който се справя с външните опасности, които могат потенциално да предизвикат тревожност, чрез разтварянето им във вътрешния свят на субекта, където те могат да бъдат неутрализирани или облекчени. По-специално интроекцията означава инкорпориране на атрибути, нагласи или качества на липсваща личност от голяма значимост (например отсъстваща работеща майка или починал роднина) вътре в себе си.
Един често използван пример е, когато детето интроектира реални образи на липсващите си родители в себе си, като същевременно ги слива със собствената си личност.
|  | Тази страница частично или изцяло представлява превод на страницата Introjection в Уикипедия на английски. Оригиналният текст, както и този превод, са защитени от Лиценза „Криейтив Комънс – Признание – Споделяне на споделеното“, а за съдържание, създадено преди юни 2009 година – от Лиценза за свободна документация на ГНУ. Прегледайте историята на редакциите на оригиналната страница, както и на преводната страница, за да видите списъка на съавторите. ВАЖНО: Този шаблон се отнася единствено до авторските права върху съдържанието на статията. Добавянето му не отменя изискването да се посочват конкретни източници на твърденията, които да бъдат благонадеждни. |